# Municipio de Illinois (condado de Rush)
El municipio de Illinois (en inglés: Illinois Township) es un municipio ubicado en el condado de Rush en el estado estadounidense de Kansas. En el año 2010 tenía una población de 55 habitantes y una densidad poblacional de 0,44 personas por km².

## Geografía
El municipio de Illinois se encuentra ubicado en las coordenadas 38°37′55″N 99°11′23″O / 38.63194, -99.18972. Según la Oficina del Censo de los Estados Unidos, el municipio tiene una superficie total de 124.39 km², de la cual 124,37 km² corresponden a tierra firme y (0,01 %) 0,02 km² es agua.

## Demografía
Según el censo de 2010, había 55 personas residiendo en el municipio de Illinois. La densidad de población era de 0,44 hab./km². De los 55 habitantes, el municipio de Illinois estaba compuesto por el 100 % blancos. Del total de la población el 0 % eran hispanos o latinos de cualquier raza.